# Go ahead, make my day
Go ahead, make my day è una celebre frase cinematografica pronunciata da Harry Callaghan, nella versione originale del film Coraggio... fatti ammazzare (1983). È attribuita al regista Charles B. Pierce, che co-scrisse il soggetto della pellicola e che ne rivendicò sempre la paternità.

## Traduzione

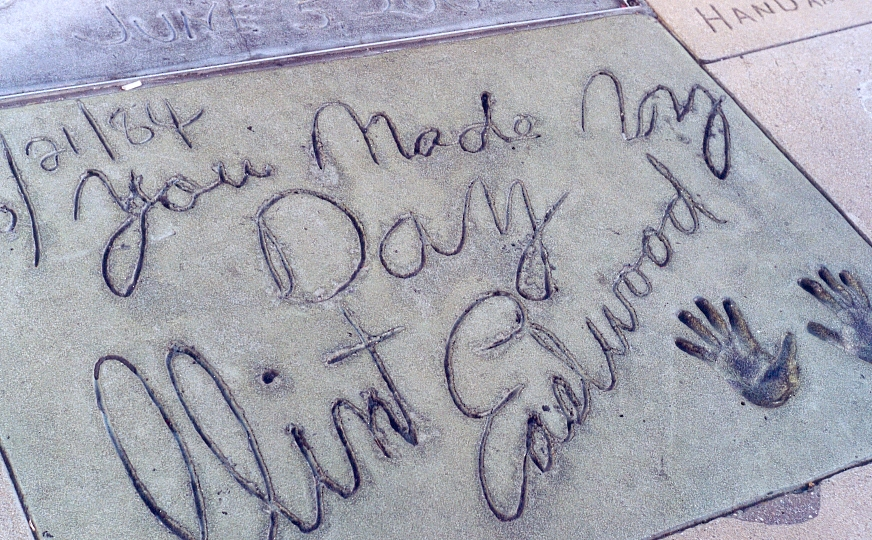
Firma e calco delle mani lasciati da Clint Eastwood presso il Grauman's Chinese Theatre ad Hollywood il 21 agosto 1984, sotto la frase " you made my day " (Voi mi avete reso felice).

Il senso dell'espressione to make somebody's day è 'svoltare la giornata a qualcuno'. La frase significa quindi "Dai, svoltami la giornata" o "Dai un senso alla mia giornata". Tuttavia, nei dialoghi italiani del film, la frase è stata adattata con un'espressione che è diventata il titolo del film per le sale italiane e cioè «Coraggio... fatti ammazzare». L'idea di questo adattamento è del doppiatore di Clint Eastwood, Michele Kalamera, che durante una scena muta, mentre Callaghan tiene sotto il tiro della sua Smith & Wesson 29 .44 Magnum un criminale, pronunciò la frase. In quel momento era presente in regia un delegato della distribuzione che approvò la frase e cambiò il titolo della versione italiana del film.

## Riconoscimenti
La frase è anche al 6º posto nella AFI's 100 Years... 100 Movie Quotes, classifica delle 100 migliori citazioni cinematografiche redatta dalla American Film Institute.

## Citazioni e omaggi (parziale)
- La frase è stata citata nel film Ritorno al futuro del 1985.
- La frase viene più volte citata dall'ispettore Coliandro.
- La frase viene citata nel film Scuola di polizia 6 - La città è assediata.